# Volksbank Süd-Emsland
Die Volksbank Süd-Emsland eG ist eine Genossenschaftsbank mit Sitz in Spelle in Niedersachsen im südlichen Landkreis Emsland. Neben der Hauptstelle in Spelle unterhält die Bank weitere Filialen in den Orten Beesten, Emsbüren, Freren, Lengerich (Emsland), Lünne, Messingen, Salzbergen, Schapen, Schale und Thuine. Die Bank versteht sich als regionaler Allfinanzdienstleister und hat rund 40.000 Privatkunden, Firmenkunden und Agrarkunden, wovon mehr als 16.000 Kunden Mitglieder und damit Teilhaber der Volksbank Süd-Emsland eG sind (Stand: 04/2025).

## Geschichte
Die Volksbank Süd-Emsland eG entstand im Jahr 1998 durch die Fusion der Volksbank Emsbüren eG und der Volksbank Salzbergen eG. Weitere Fusionen mit der Volksbank Spelle-Freren eG im Jahr 2008 und der Volksbank Lengerich eG im Jahr 2010 führten zum heutigen Geschäftsgebiet, welches im Wesentlichen die Samtgemeinden Freren, Lengerich und Spelle sowie die Gemeinden Emsbüren und Salzbergen umfasst (s. Grafik „Stammbaum der Volksbank Süd-Emsland eG“, rechts).

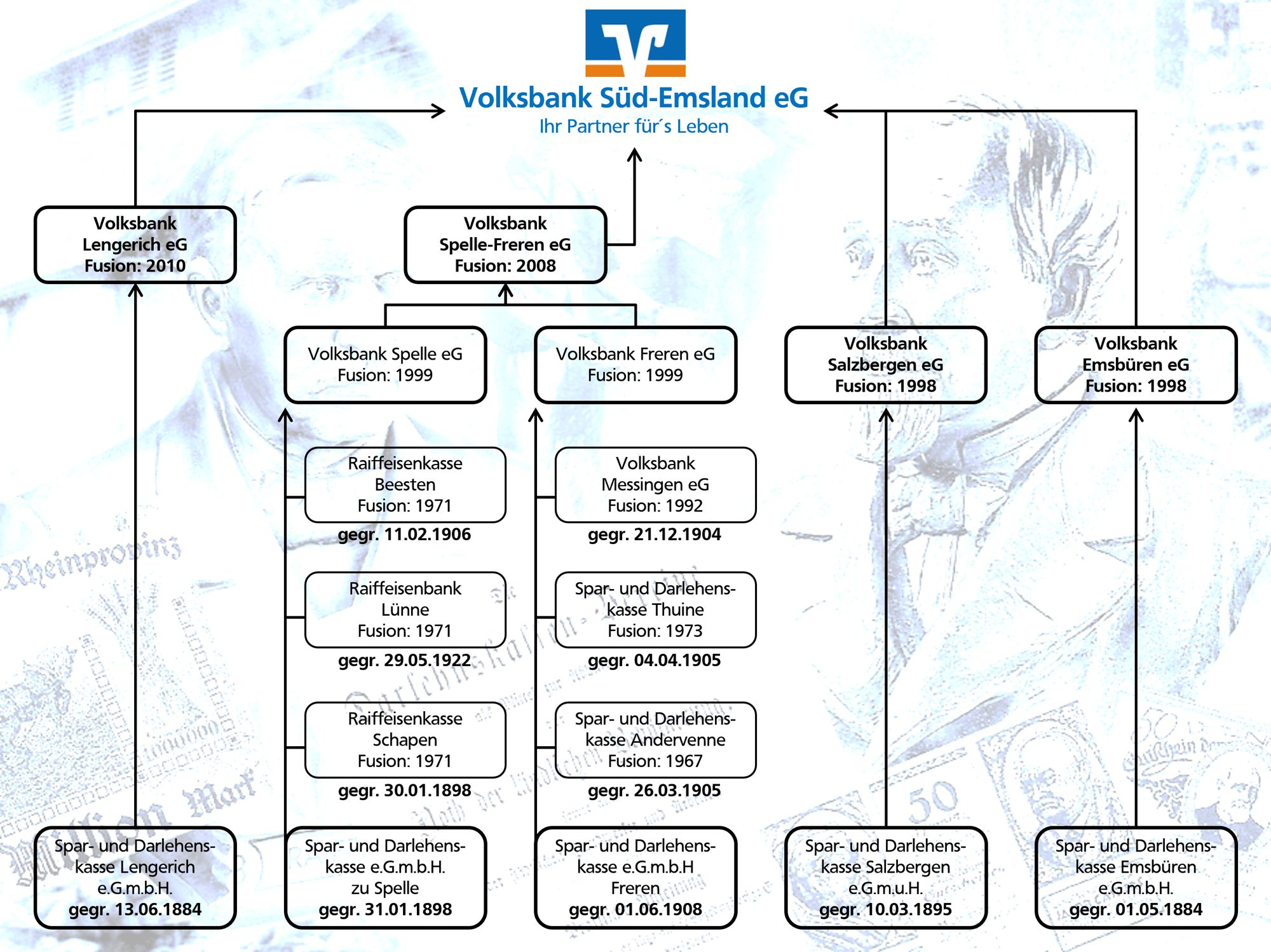
Stammbaum der Volksbank Süd-Emsland eG

## Soziales Engagement
Bestandteil der sozialen Aktivitäten ist eine jährliche Ausschüttung der Reinerträge aus dem VR-Gewinnsparen und bankeigenen Spenden in Gesamthöhe von über 60.000 €. Hiermit werden regional tätige und gemeinnützige Vereine und Institutionen bei der Durchführung von nachhaltig wirksamen Projekten unterstützt.
Darüber hinaus bestehen Kooperationen mit Schulen im Geschäftsgebiet. Inhalt der Kooperationen sind beispielsweise die regelmäßige Durchführung von umfassenden Bewerbungstrainings und Informationsveranstaltungen sowie die Bereitstellung von Praktikumsplätzen. Hinzu kommt die Übernahme von Patenschaften bei der Gründung von Schülergenossenschaften, wie 2012 an der Oberschule in Spelle für die Schülerfirmen „School Stuff“ und „Schulengel“ sowie 2021 an der Liudger-Realschule in Emsbüren für die Schülerfirma „Liu4Life“.
Die „Stiftung der Volksbank Lengerich“ wurde anlässlich des 125-jährigen Bestehens der Volksbank Lengerich eG, drei Jahre vor der Fusion mit der Volksbank Süd-Emsland eG, im Jahr 2007 gegründet. Diese regionale Stiftung konzentriert sich auf Projekte in der Samtgemeinde Lengerich und nutzt die Stiftungserträge und eingehende Spenden ausschließlich und unmittelbar für gemeinnützige Zwecke in der Region.

### Ausbildung
Stand 2025 bildet die Volksbank Süd-Emsland eG insgesamt 10 junge Menschen aus. Die Ausbildung schließt mit der IHK-Prüfung zur(m) Bankkauffrau ab. Neben dem praktischen Ausbildungsteil, der in allen Bereichen der Bank durchgeführt wird, wird das theoretische Wissen an der Berufsschule in Lingen und der Genossenschaftsakademie Weser-Ems in Rastede vermittelt.